# 그로브 칼 길버트

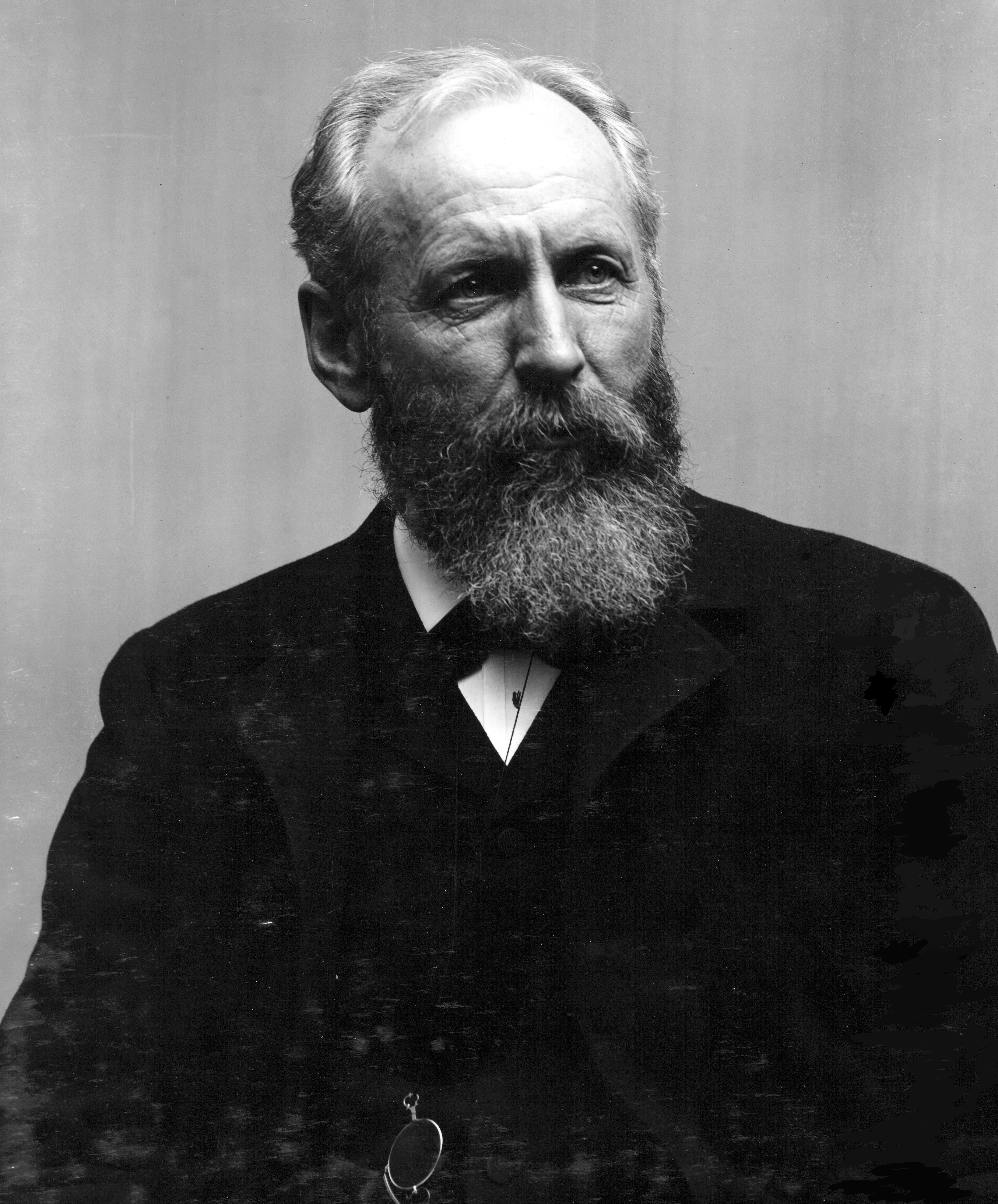

그로브 칼 길버트(Grove Karl Gilbert, 1843년 5월 6일 ~ 1918년 5월 1일)는 미국의 지형학자이다.
지질학적 과정에 대하여 여러 가지 법칙을 만들었다. 유수에 의한 삭박과 강의 형성에 관한 현대적 이론을 완성하였고, 헨리산맥에 관한 연구를 남겼다.